# Sumbersari (Rowokangkung)
Sumbersari is een bestuurslaag in het regentschap Lumajang van de provincie Oost-Java, Indonesië. Sumbersari telt 3271 inwoners (volkstelling 2010).